# Daniele Marco Dolfin

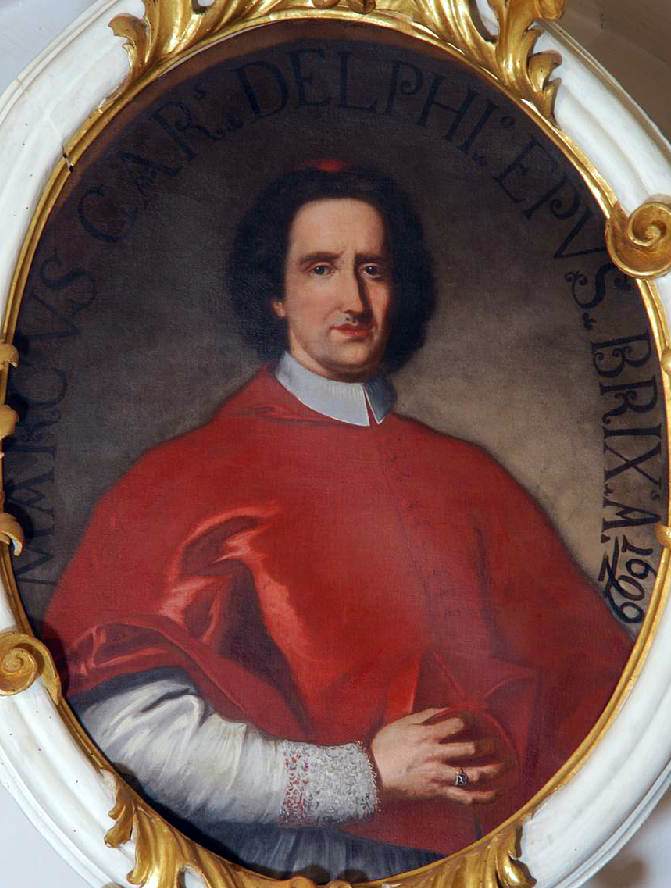
Kardinaal-aartsbisschop Daniele Dolfin

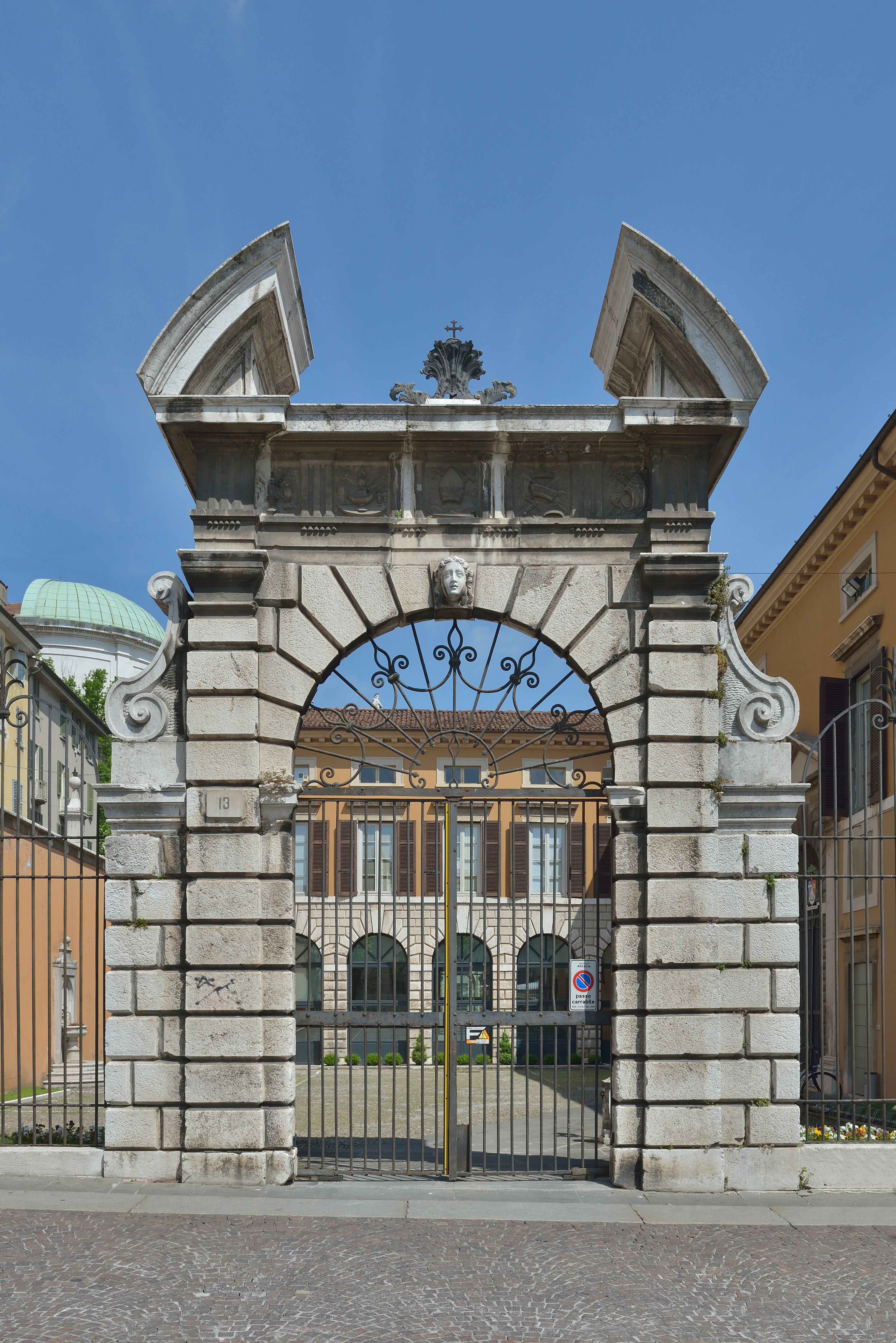
Bisschoppelijk paleis van Brescia

Daniele Marco Dolfin of Delfino (Venetië, 5 oktober 1653 – Brescia, 5 augustus 1704) was een titulair aartsbisschop en bisschop van Brescia (1698-1704), alsook kardinaal in diplomatieke dienst.

## Levensloop
De familie Dolfin was een familie van patriciërs en kardinalen in de Republiek Venetië. Zijn ouders waren Daniele Andrea Dolfin en Elisabetta Gradenigo. Dolfin had de bijnaam Marco om hem te onderscheiden van familieleden die exact dezelfde naam droegen, zoals onder meer zijn vader.
Dolfin was doctor utriusque iuris, dit wil zeggen zowel in het canoniek recht als het Romeins recht of burgerlijk recht. Zijn kerkelijke carrière begon met de benoeming tot titulair abt van Vangadizza in Badia Polesine in Venetië (1689-1704). Als jurist ging hij aan de slag in Rome, via de hofhouding van de patriarch van Aquileia op het moment van de pausverkiezing van Innocentius XII (1691). Paus Innocentius XII benoemde Dolfin tot referendaris bij de rechtbanken van de Apostolische signatuur. 
Dolfin verzamelde literaire werken en schreef verzen in het Latijn. Twee volumes verzen Poesie Varie in het Latijn zijn bewaard gebleven.
Van 1692 tot 1696 was hij vice-legaat in de pauselijke stadstaat Avignon. Van 1696 tot 1700 was hij apostolisch nuntius bij koning Lodewijk XIV van Frankrijk. In 1696 kreeg hij de eretitels van aartsbisschop van Damascus en bisschop-assistent bij de pauselijke troon, gelijktijdig met de diplomatieke aanstelling in Parijs. Volgens de Venetiaanse ambassadeur in Versailles vergat Dolfin nooit de belangen van Venetië tijdens zijn diplomatiek werk. In 1698 werd Dolfin bisschop van Brescia in Lombardije, met de persoonlijke titel van aartsbisschop van Brescia als beloning. 
Toen de Zonnekoning eens aartsbisschop Dolfin vergat te ontvangen, reisde deze laatste terug naar Rome (1700). De paus schonk Dolfin een kardinaalshoed: Dolfin werd kardinaal-priester van de Santa Susanna in Rome in 1700, zoals hem al beloofd was in 1699. 
De laatste jaren van zijn leven bracht kardinaal Dolfin door op zijn bisschopszetel van Brescia. Hij hield er zich bezig met de reorganisatie van devote verenigingen en hun processies. Hij werd bovendien titulair abt van de abdij van Rosazzo. In 1704 overleed Dolfin tijdens een koortsaanval. Na de begrafenis in de kathedraal van Brescia bleef de bisschopstroon van Brescia twee jaar leeg.
- Virtual International Authority File: 89065517